# Aringay
Aringay là một đô thị hạng 3 ở tỉnh La Union, Philippines. Theo điều tra dân số năm 2015, đô thị này có dân số 47.458 người trong.
Arinray giáp các đô thị Caba và Burgos về phía bắc, Agoo về phía nam, chân dãy núi Cordillera Centralvề phía đông, và Biển Đông về phía tây.

## Các đơn vị hành chính
Aringay được chia ra 24 barangay.
| - Alaska - Basca - Dulao - Gallano - Macabato - Manga - Pangao-aoan East - Pangao-aoan West - Poblacion - Samara - San Antonio - San Benito Norte | - San Benito Sur - San Eugenio - San Juan East - San Juan West - San Simon East - San Simon West - Santa Cecilia - Santa Lucia - Santa Rita East - Santa Rita West - Santo Rosario East - Santo Rosario West |